# Pierre Salles
Pierre Salles (* 8. Januar 1898; † unbekannt) war ein französischer Autorennfahrer.

## Karriere als Rennfahrer
Pierre Salles war in seiner Karriere einmal beim 24-Stunden-Rennen von Le Mans am Start. 1925 ging er gemeinsam mit Paul Stremler auf einem Rolland-Pilain C23 Super Sport ins Rennen. Das Duo erreichte nach 24 Stunden Rennzeit das Ziel, wurde aber wegen der Inanspruchnahme fremder Hilfe nachträglich disqualifiziert.

## Statistik

### Le-Mans-Ergebnisse
| Jahr | Team                                 | Fahrzeug                       | Teamkollege   | Platzierung     | Ausfallgrund |
| ---- | ------------------------------------ | ------------------------------ | ------------- | --------------- | ------------ |
| 1925 | SA des Établissements Rolland-Pilain | Rolland-Pilain C23 Super Sport | Paul Stremler | disqualifiziert |              |